# Job-AQTIV-Gesetz
Das Job-AQTIV-Gesetz aus dem Jahr 2001 diente der Neuregelung der Arbeitsförderung; das Kürzel AQTIV steht dabei für das Leitmotiv „Aktivieren, Qualifizieren, Trainieren, Investieren, Vermitteln“. Es entstand im Umfeld des Bündnisses für Arbeit, Ausbildung und Wettbewerbsfähigkeit und stellt einen unmittelbaren Vorläufer der sog. Hartz-Gesetze dar, da es bereits Vielzahl von Instrumenten enthält, die im Hartz-Konzept erneut auftauchen.

## Gesetzgebungsverfahren
Das Job-AQTIV-Gesetz wurde unter Bundeskanzler Gerhard Schröder von den Fraktionen der SPD und der Grünen eingebracht und am 19. September 2001 vom Bundeskabinett, am 9. November 2001 vom Bundestag sowie am 30. November 2001 schließlich vom Bundesrat verabschiedet (BGBl I 2001 Nr. 66 vom 14. Dezember 2001).

## Inhalt und Maßnahmen
Das Gesetz änderte zahlreiche Rechtsnormen aus dem SGB III, IV, V, VI, IX und XI sowie dem Arbeitnehmerüberlassungsgesetz, dem Betriebsverfassungsgesetz und dem Arbeitsgerichtsgesetz.
Zentrale Ziele des Gesetzes waren es u. a., Langzeitarbeitslosigkeit zu vermeiden, die individuelle Beschäftigungsfähigkeit zu fördern, die präventive Arbeitsmarktpolitik zu verstärken, die Arbeitsmarktpolitik zu flexibilisieren, die Beschäftigungschancen älterer Menschen zu verbessern, die Gleichstellung von Frauen und Männern auf dem Arbeitsmarkt zu fördern und die soziale Sicherheit bei Arbeitslosigkeit auszubauen.
Geregelt werden u. a. folgende Maßnahmen der Arbeitsförderung:
- Übernahme der Regelungen aus dem Jugendsofortprogramm (Jusopro)
- Zuschüsse zu den Kosten eines Betriebspraktikums ("Arbeit und Qualifizierung für noch nicht ausbildungsgeeignete Jugendliche", AQJ)
- Förderung von Maßnahmen zur Aktivierung Jugendlicher durch Zuschüsse von bis zu 50 Prozent der Maßnahmekosten
- Förderung der Träger von Maßnahmen der außerbetrieblichen Ausbildung durch eine Vermittlungsprämie (Benachteiligtenförderung)
- Erleichterung der Arbeitnehmerüberlassung (Zeitarbeit)
- Einführung der Job-Rotation
- Erhöhung der Fünf-Prozent-Ausnahmequote für Frauen auf zehn Prozent durch Arbeitsbeschaffungsmaßnahmen
- Reduzierung der Zumutbarkeitsregelungen zur Aufnahme einer Tätigkeit
- Einführung einer Meldepflicht bei drohender Arbeitslosigkeit
- Erstattung von Kinderbetreuungskosten bei einer Teilnahme an Maßnahmen der beruflichen Aus- und Weiterbildung sowie Trainingsmaßnahmen
- Intensivierung der Arbeitsvermittlung und Beratung durch Profiling, Erstellen von Chancenprognosen und Eignungsfeststellungen
- Eingliederungsvereinbarung[1]
- Möglichkeit zur Beauftragung Dritter mit der Vermittlung von Arbeitssuchenden

Bei dem Job-AQTIV-Gesetz stand also noch stärker eine aktive staatliche Arbeitsmarktpolitik im Vordergrund, während sich der Schwerpunkt der nachfolgenden Hartz-Gesetze (2003–2005) vollständig auf die aktivierende Arbeitsmarktpolitik verschob ("Fordern und Fördern").

## Kritik
Das Job-AQTIV-Gesetz wurde von Erwerbsloseninitiativen größtenteils abgelehnt; so wurde beispielsweise die verbindliche Eingliederungsvereinbarung als vor allem als Repressionsinstrument aufgefasst und die Möglichkeit zur Beauftragung Dritter mit Besorgnis zur Kenntnis genommen. Die Absenkung der Zumutbarkeitskriterien wurde vor allem als Instrument der Dequalifikation wahrgenommen.
Gewerkschaften betonten dagegen vor allem die potenziell positiven Aspekte des Gesetzes und trugen das Vorhaben weitestgehend mit. Auch bei den Spitzenverbänden von Industrie und Handwerk stieß das Gesetz überwiegend auf Zustimmung.